# Railpower GG20B
A Railpower GG20B Green Goat a Railpower Technologies által gyártott alacsony károsanyag-kibocsátású dízel hibrid tolatómozdony-sorozat. A mozdonyt egyetlen Caterpillar C9 hathengeres soros motor hajtja, amely 300 lóerőt (224 kW) ad le, és egy nagyméretű akkumulátorbankhoz van csatlakoztatva, ahol a két forrás együttesen 2000 lóerőt (1490 kW) ad le. A 2004-es bevezetése óta több mint 50 GG20B dízel-elektromos hibridmozdonyt gyártottak.

## Eredeti megrendelők
| Zársaság                     | Példányszám | Pályaszám                                                 | Megjegyzések |
| ---------------------------- | ----------- | --------------------------------------------------------- | --- |
| Bechtel Group                | 1           | 2000                                                      | Azóta S&S Sales and Leasing SSRX 2000                                                                                        |
| BNSF Railway                 | 4           | 1210–1213                                                 | Eredetileg Canadian Pacific Railway 1205                                                                                     |
| Canadian Pacific Railway     | 6           | 1700–1705                                                 | A vásárlási szerződést felbontották, a legyártott egységeket különböző társaságokhoz kerültek. Amtrak 599, BNSF Railway 1205 |
| Kansas City Southern Railway | 2           | 1868–1869                                                 | |
| Lubrizol Corporation         | 1           | 2006                                                      | |
| Modoc Railroad Academy       | 1           | 2608                                                      | Azóta S&S Sales and Leasing SSRX 2608                                                                                        |
| Railpower Technologies       | 5           | 2401–2405                                                 | Bemutatópéldányok |
| Railserve                    | 10          | 414, 1602, 1621, 1810, 2402, 2605, 4495, 4547, 8049, 9140 | Nem konzisztens pályaszámokkal rendelve                                                                                      |
| Union Pacific Railroad       | 21          | Y2004, Y2300–2319                                         | A UP „GG20GE” típusjelöléssel hivatkozik a példányaira                                                                       |
| United States Army           | 4           | 6000–6003                                                 | |
| Összesen                     | 55          |                                                           | |

## Üzemanyagcella-tesztkörnyezet
A BNSF Railway és a Vehicle Projects egy GG20B-t a hidrogén üzemanyagcellák használatára kísérleti tesztalanyként alakított át. Az új mozdony a HH20B jelzést kapta. A mozdonyt először 2009. június 29-én mutatták be nyilvánosan a Kansas állambeli Topekában.
Ez a mozdony, a BNSF 1205 eredetileg a Canadian Pacific Railway számára készült, de a megrendelés törlése miatt nem szállították le. A mozdonyt 2008-ban eladták a BNSF-nek, és a vasút topekai műhelyébe szállították átépítésre. A dízel generátorkészletet eltávolították, és a helyére üzemanyagcellás tápegységet építettek be. A hidrogént a mozdony hosszú gépterének tetején, az akkumulátorok fölött elhelyezett, erősen szellőző burkolatba épített tartályok tárolják. Ez volt a legnagyobb szárazföldi jármű a Földön, amelyet kizárólag hidrogén üzemanyagcellával hajtanak.

## Fordítás
Ez a szócikk részben vagy egészben  a   Railpower GG20B című angol Wikipédia-szócikk ezen változatának fordításán alapul.  Az eredeti cikk szerkesztőit annak laptörténete sorolja fel. Ez a jelzés csupán a megfogalmazás eredetét és a szerzői jogokat jelzi, nem szolgál a cikkben szereplő információk forrásmegjelöléseként.